# Hr.Ms. Alkmaar (1939)
De Hr.Ms. Alkmaar (HMV 3) was een Nederlandse hulpmijnenveger vernoemd naar de Noord-Hollandse stad Alkmaar. Het schip was gebouwd als IJM 31 Alkmaar door de Britse scheepswerf Cochrane & Sons in Selby. Op 1 september 1939 werd het schip gevorderd als gevolg van het afkondigen van de mobilisatie op 29 augustus 1939. Nadat het schip was omgebouwd tot mijnenveger werd het op 12 september 1939 door commandant luitenant-ter-zee (LTZ) 2 M.L. Bazuin in dienst genomen.
De Alkmaar was een van in totaal tien trawlers die in augustus 1939 waren gevorderd. De andere negen trawlers waren: Amsterdam, Aneta, Azimuth, Bloemendaal, Ewald, Hollandia, Maria R. Ommering, Walrus, Witte Zee.
Tijdens de Duitse aanval op Nederland in 1940 was de Alkmaar betrokken bij gevechten om de Willemsbrug. Op 10 mei 1940 stoomde de Alkmaar samen met de TM 51, Z 5 en de Walrus die Nieuwe Waterweg op om te voorkomen dat de Duitse troepen op zouden trekken naar de noordelijke Maasoever. Na de overgaven van Nederland viel het schip in Duitse handen. In Duitse dienst is het schip tijdens de Tweede Wereldoorlog verloren gegaan.